# Plumarella hapala
Plumarella hapala is een zachte koraalsoort uit de familie Primnoidae. De koraalsoort komt uit het geslacht Plumarella. Plumarella hapala werd in 2011 voor het eerst wetenschappelijk beschreven door Cairns. 